# توني غويدا
توني غويدا (بالإنجليزية: Tony Guida)‏ هو صحفي أمريكي، ولد في 5 نوفمبر 1941.